# Starke Ukraine

Parteilogo

Starke Ukraine (ukrainisch Сильна Україна/Sylna Ukrajina; russisch Сильная Украина), ehemals Arbeitspartei der Ukraine (ukrainisch Трудова партія України/Trudowa partija Ukrajiny) ist eine sozialdemokratische politische Partei in der Ukraine. Sie war im Ukrainischen Parlament durch ihre Mitgliedschaft im Block Lytwyn vertreten und schloss sich Anfang 2012 mit der Partei der Regionen zusammen. Im April 2014 wurde die Partei nach dem Ausschluss ihrer zentralen Figur Serhij Tihipko aus der Partei der Regionen wiederbelebt.

## Geschichte
Die Partei wurde als Arbeitspartei der Ukraine 1999 in Kiew gegründet. 30 Abgeordnete des landesweiten Parlaments waren an der Gründung beteiligt. Erster Vorsitzender wurde Michail Sirota. 2006 verpasste die Partei den Einzug ins Parlament. Sie trat dann 2007 dem Bündnis Block Lytwyn unter der Führung von Wolodymyr Lytwyn bei. Über das Bündnis schaffte sie den Wiedereinzug. Seit 2009 wurde die Partei vom Unternehmer und Politiker Serhij Tihipko geführt und in „Starke Ukraine“ umbenannt. Im März 2012 schloss sich Starke Ukraine schließlich mit der Regierungspartei, der Partei der Regionen, zusammen. Tihipko wurde daraufhin als Vizevorsitzender der Partei der Regionen gewählt. Nach seinem Ausschluss aus der Partei im April 2014 aufgrund seiner Zusammenarbeit mit dem gestürzten Präsidenten Wiktor Janukowytsch wurde Starke Ukraine von ihm wiederbelebt und erreichte bei der Parlamentswahl in der Ukraine 2014 einen Sitz.

## Politische Ausrichtung und Bedeutung
Die Partei sah sich selbst in der Tradition der Sozialdemokratie und betrachtete sich nach der Selbstdarstellung als deren einziger legitimer Vertreter in der Ukraine. Diesen Anspruch erheben bis heute dort noch andere Parteien: die SDPU (seit 2006 nicht mehr im Parlament), die frühere USDP (seit 2012 nicht mehr im Parlament) und die Sozialistische Partei der Ukraine (seit 2007 nicht mehr im Parlament). Von diesen versuchte sich die TPU, die sich auch mit der englischen Bezeichnung Labour Party bezeichnete, dadurch abzugrenzen, dass sie als einzige die Interessen der arbeitenden Bevölkerung und nicht des Großkapitals vertrete. Hiermit spielte sie auf Verflechtungen der SDPU mit ostukrainischen Oligarchen und der USDP mit der Regierung Timoschenko an.
In der Sozialistischen Internationale wurde die Ukraine auch während des Bestehens der TPU nur von der SDPU vertreten.